# 美國職棒大聯盟決勝加賽列表

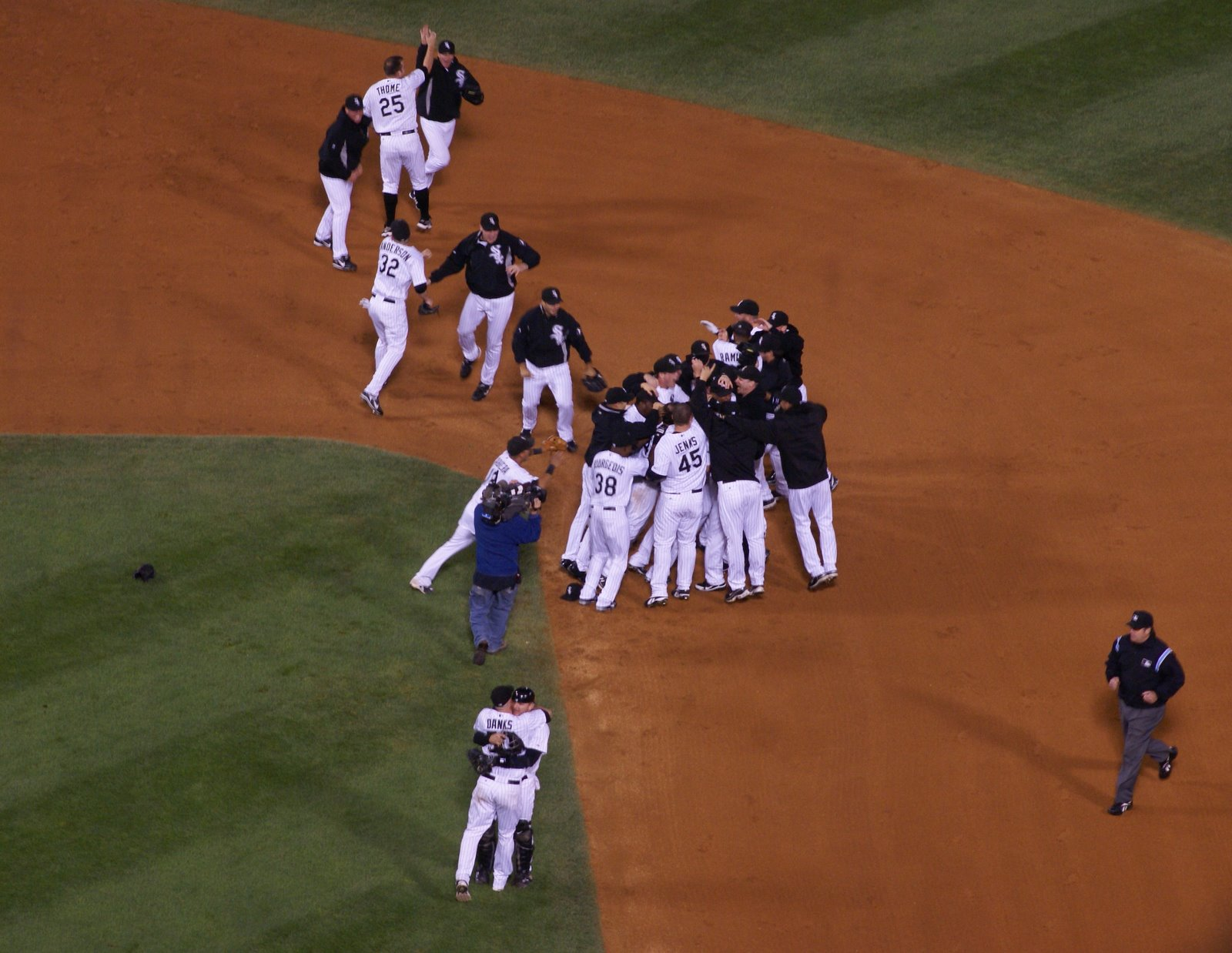
芝加哥白襪隊在2008年美國聯盟中區封王決勝加賽中以1比0擊敗明尼蘇達雙城隊後正在球場中慶祝

在美國職棒大聯盟中，當兩隊以上一直到正規賽季結束還是戰績打平，且又處於爭奪季後賽的位置時，就有必要進行決勝加賽。現今美國聯盟和國家聯盟都採一場決勝負的決勝加賽方式進行，但國聯在1969年引入分區制度前是採三戰兩勝制來決定勝負。由於現今大聯盟各隊正規賽季均有162場比賽，因此決勝加賽有時會被視作「第163場比賽」。
目前大聯盟史上共進行過16次決勝加賽，其中12次是一場定勝負，另外四次是三戰兩勝制。在棒球統計中，決勝加賽會算做正規賽季的一場比賽，而比賽中的各項數據與內容也會算入正規賽季的統計當中。這樣的做法會對各項排行榜產生影響，舉例來說，麥特·哈勒戴能奪下2007年打擊王和打點王的稱號，靠的就是當年決勝加賽上的表現。2008年賽季以前，決勝加賽的主場優勢是由擲硬幣決定，但自2009年起，改由雙方在季賽的對戰戰績較佳者獲得。
雖然目前為止還沒發生過同時超過兩支球隊需要進行決勝加賽，但卻仍有可能發生。以2007年來說，當年季賽結束時，費城費城人隊、紐約大都會隊、聖地牙哥教士隊、科羅拉多落磯隊及亞歷桑納響尾蛇隊五隊之間的戰績其實是在兩場勝差以內， 因此有可能最多有四支球隊需要在一連串的決勝加賽中決定誰獲得國聯的東區第一、西區第一及外卡名額。無獨有偶，類似的情形在2012年季末上演，這次是紐約洋基隊、巴爾的摩金鶯隊、德州遊騎兵隊和奧克蘭運動家隊曾均以相同戰績並列，導致各隊有可能須進行複雜的一系列比賽，才能決定分區第一及外卡名額由誰贏得，體育專欄作家傑森·史塔克將此景評為潛在「棒球史上最糟的排程夢魘」。

## 歷史
大聯盟史上第一次決勝加賽舉行於1946年，當時聖路易紅雀隊和布魯克林道奇隊在賽季結束時以戰績96勝58敗並列國聯第一，這次決勝加賽的舉行就是為了決定誰是國聯龍頭。紅雀隊最終在系列賽中兩場橫掃道奇隊，並在當年的世界大賽中贏得冠軍，成為第一支既在決勝加賽勝出，又於世界大賽中奪冠的球隊。有三場決勝加賽曾打到延長賽才分出勝負，分別是1959年的國聯系列賽第二戰、2007年的國聯外卡及2009年的美聯中區。史上最少分的比賽是2008年美聯中區的決勝加賽，當年白襪隊僅以1比0勝出；而2007年國聯外卡資格的決勝加賽則是以兩隊合計17分成為史上得最多分的決勝加賽。道奇隊隊史參加過六次決勝加賽，是大聯盟各隊中參加過最多次決勝加賽的球隊。曾多次舉辦過決勝加賽的球場僅有五座，分別是道奇體育場、埃布斯球場、芬威球場、波羅球場及瑞格利球場，其中波羅球場進過的兩場決勝加賽都是在1951年的系列賽中。
1951年國聯龍頭的決勝系列加賽大聯盟史上最著名時刻之一：當時紐約巨人隊來到九局下半還以1比4落後道奇隊3分，但巨人隊先靠著艾爾文·達克及唐·穆勒各敲出一支一壘安打攻佔一、三壘，接著懷堤·洛克曼敲出二壘安打送回達克，比數追成2比4，最終巴比·湯森擊出石破天驚的再見三分砲，這發全壘打又被稱為全世界都聽得到的一擊，率隊以5比4獲勝拿下國聯龍頭。ESPN的體育世紀將其評為20世紀第二偉大的球賽。
2000年代曾連續三年都需進行單場決勝加賽：2007年洛磯隊在第十三局下半克服兩分落後逆轉成功，以9比8取勝並一路殺到世界大賽；2008年，吉姆·湯米的陽春砲和約翰·丹克斯的八局精彩好投助白襪隊以1比0力克雙城隊；隔一年，雙城隊再次參加決勝加賽，這次他們先是在第十局克服落後一分的劣勢，並隨後在第十二局打回再見分，以6比5擊敗老虎隊。
2018年，大聯盟進行了史上第一次的單年兩場決勝加賽：國聯西區由洛杉磯道奇隊和科羅拉多落磯隊對決，而國聯中區則由密爾瓦基釀酒人隊與芝加哥小熊隊交鋒；最終道奇隊和釀酒人隊分別獲勝，都挺進到國聯分區賽，而敗方的落磯隊和小熊隊則在外卡賽碰頭。
儘管決勝加賽中只有一隊擁有主場優勢，但從歷史統計來看，主場球隊並未在打得比較好，他們與客隊的戰績都是11勝11敗。

## 圖示說明
| 競爭頭銜       | 決勝加賽競爭的頭銜，包括龍頭、分區封王或是外卡名額，連結連到對應的決勝加賽條目 |
| 勝/敗隊        | 決勝加賽的勝隊及敗隊，如果是系列賽則是以整個系列賽的勝敗決定                   |
| 比數           | 加賽的比數，若有延長局數以括號顯示                                             |
| 勝隊季後賽結果 | 決勝加賽勝隊在後續季後賽的結果                                                 |
| 敗隊季後賽結果 | 決勝加賽敗隊在後續季後賽的結果                                                 |
| *              | 參加決勝加賽且最終贏下世界大賽的球隊                                           |
| #              | 參加決勝加賽但最後輸掉世界大賽的球隊                                           |
| ^              | 以三戰兩勝系列賽模式進行的決勝加賽                                             |

## 決勝加賽列表
| 競爭頭銜       | 勝隊               | 比數            | 敗隊             | 比賽球場                                                | 勝隊季後賽結果                                                                                                | 敗隊季後賽結果                                              | 勝隊在決勝加賽前 與敗隊在正規賽交手紀錄 （勝-敗，勝率） | 註腳                 |
| -------------- | ------------------ | --------------- | ---------------- | ------------------------------------------------------- | --- | ----------------------------------------------------------- | ------------------------------------------------------- | -------------------- |
| 1946年國聯龍頭 | 聖路易紅雀隊       | 4–2, 8–4^       | 布魯克林道奇隊   | 運動人公園（第一戰） 埃布斯球場（第二戰）               | 在世界大賽中以4勝3敗擊敗紅襪隊奪冠*                                                                           | 未能晉級                                                    | 14勝8敗，6成36                                          | [ 16 ] [ 17 ]        |
| 1948年美聯龍頭 | 克里夫蘭印地安人隊 | 8–3             | 波士頓紅襪隊     | 芬威球場                                                | 在世界大賽中以4勝2敗擊敗勇士隊奪冠*                                                                           | 未能晉級                                                    | 11勝11敗，5成00                                         | [ 18 ]               |
| 1951年國聯龍頭 | 紐約巨人隊         | 3–1, 0–10, 5–4^ | 布魯克林道奇隊   | 埃布斯球場（第一戰） 波羅球場（第二、第三戰）           | 在世界大賽中以2勝4敗敗給洋基隊#                                                                               | 未能晉級                                                    | 9勝13敗，4成09                                          | [ 13 ] [ 19 ] [ 20 ] |
| 1959年國聯龍頭 | 洛杉磯道奇隊       | 3–2, 6–5 (12)^  | 密爾瓦基釀酒人隊 | 密爾瓦基縣立體育場（第一戰） 洛杉磯紀念體育場（第二戰） | 在世界大賽中以4勝2敗擊敗白襪隊奪冠*                                                                           | 未能晉級                                                    | 12勝10敗，5成45                                         | [ 9 ] [ 21 ]         |
| 1962年國聯龍頭 | 舊金山巨人隊       | 8–0, 7–8, 6–4^  | 洛杉磯道奇隊     | 燭臺球場（第一戰） 道奇體育場（第二、第三戰）           | 在世界大賽中以3勝4敗敗給洋基隊#                                                                               | 未能晉級                                                    | 9勝9敗，5成00                                           | [ 22 ] [ 23 ] [ 24 ] |
| 1978年美聯東區 | 紐約洋基隊         | 5–4             | 波士頓紅襪隊     | 芬威球場                                                | 在美聯冠軍賽中以3勝1敗擊敗皇家隊晉級 在世界大賽中以4勝2敗擊敗道奇隊奪冠*                                      | 未能晉級                                                    | 8勝7敗，5成33                                           | [ 25 ]               |
| 1980年國聯西區 | 休士頓太空人隊     | 7–1             | 洛杉磯道奇隊     | 道奇體育場                                              | 在美聯冠軍賽中以2勝3敗敗給費城人隊                                                                            | 未能晉級                                                    | 8勝10敗，4成44                                          | [ 26 ]               |
| 1995年美聯西區 | 西雅圖水手隊       | 9–1             | 加州天使隊       | 國王巨蛋                                                | 在美聯分區賽中以3勝2敗擊敗洋基隊晉級 在美聯冠軍賽中以2勝4敗敗給印地安人隊                                     | 未能晉級                                                    | 5勝7敗，4成17                                           | [ 27 ]               |
| 1998年國聯外卡 | 芝加哥小熊隊       | 5–3             | 舊金山巨人隊     | 瑞格利球場                                              | 在國聯分區賽中以0勝3敗敗給勇士隊                                                                              | 未能晉級                                                    | 6勝3敗，6成67                                           | [ 28 ]               |
| 1999年國聯外卡 | 紐約大都會隊       | 5–0             | 辛辛那提紅人隊   | 辛納吉球場                                              | 在國聯分區賽中以3勝1敗擊敗響尾蛇隊晉級 在國聯冠軍賽中以2勝4敗敗給勇士隊                                       | 未能晉級                                                    | 4勝5敗，4成44                                           | [ 29 ]               |
| 2007年國聯外卡 | 科羅拉多落磯隊     | 9–8 (13)        | 聖地牙哥教士隊   | 庫爾斯球場                                              | 在國聯分區賽中以3勝0敗擊敗費城人隊晉級 在國聯冠軍賽中以4勝0敗擊敗響尾蛇隊晉級 在世界大賽中以0勝4敗敗給紅襪隊# | 未能晉級                                                    | 10勝8敗，5成56                                          | [ 10 ]               |
| 2008年美聯中區 | 芝加哥白襪隊       | 1–0             | 明尼蘇達雙城隊   | 美國行動通訊球場                                        | 在美聯分區賽中以1勝3敗敗給光芒隊                                                                              | 未能晉級                                                    | 8勝10敗，4成44                                          | [ 15 ]               |
| 2009年美聯中區 | 明尼蘇達雙城隊     | 6–5 (12)        | 底特律老虎隊     | 休伯特·H·漢弗萊圓頂體育場                               | 在美聯分區賽中以0勝3敗敗給洋基隊                                                                              | 未能晉級                                                    | 11勝7敗，6成11                                          | [ 11 ] [ 30 ]        |
| 2013年美聯外卡 | 坦帕灣光芒隊       | 5–2             | 德州遊騎兵隊     | 阿靈頓棒球場                                            | 在美聯外卡賽中擊敗印地安人隊晉級 在美聯分區賽中以1勝3敗敗給紅襪隊                                             | 未能晉級                                                    | 3勝4敗，4成29                                           | [ 31 ]               |
| 2018年國聯中區 | 密爾瓦基釀酒人隊   | 3–1             | 芝加哥小熊隊     | 瑞格利球場                                              | 在國聯分區賽中以3勝0敗擊敗落磯隊晉級 在國聯冠軍賽以3勝4敗敗給道奇隊                                           | 在國聯外卡賽中敗給落磯隊                                    | 8勝11敗，4成21                                          | [ 32 ]               |
| 2018年國聯西區 | 洛杉磯道奇隊       | 5–2             | 科羅拉多落磯隊   | 道奇體育場                                              | 在國聯分區賽中以3勝1敗擊敗勇士隊晉級 在國聯冠軍賽以4勝3敗擊敗釀酒人隊晉級 在世界大賽中以1勝4敗敗給紅襪隊#     | 在國聯外卡賽中擊敗小熊隊 在國聯分區賽中以0勝3敗敗給釀酒人隊 | 12勝7敗，6成32                                          | [ 33 ]               |

### 各隊勝敗紀錄
| 球隊               | 勝敗紀錄† | 參加次數 |
| ------------------ | --------- | -------- |
| 亞特蘭大勇士隊     | 0–1       | 1        |
| 波士頓紅襪隊       | 0–2       | 2        |
| 芝加哥小熊隊       | 1–1       | 2        |
| 芝加哥白襪隊       | 1–0       | 1        |
| 辛辛那提紅人隊     | 0–1       | 1        |
| 克里夫蘭印地安人隊 | 1–0       | 1        |
| 科羅拉多落磯隊     | 1–1       | 2        |
| 底特律老虎隊       | 0–1       | 1        |
| 休士頓太空人隊     | 1–0       | 1        |
| 洛杉磯天使隊       | 0–1       | 1        |
| 洛杉磯道奇隊       | 2–4       | 6        |
| 密爾瓦基釀酒人隊   | 1–0       | 1        |
| 明尼蘇達雙城隊     | 1–1       | 2        |
| 紐約大都會隊       | 1–0       | 1        |
| 紐約洋基隊         | 1–0       | 1        |
| 聖地牙哥教士隊     | 0–1       | 1        |
| 舊金山巨人隊       | 2–1       | 3        |
| 西雅圖水手隊       | 1–0       | 1        |
| 聖路易紅雀隊       | 1–0       | 1        |
| 坦帕灣光芒隊       | 1–0       | 1        |
| 德州遊騎兵隊       | 0–1       | 1        |

† 系列賽將計整個系列賽的勝負，而非個別比賽的勝負。

## 決勝加賽指定的球隊選擇
涉及三支以上球隊需進行決勝加賽時，有時需要這些球隊在指定中進行選擇。
雖然截至2020年為止，還沒有出現過三隻以上球隊需要互相進行決勝加賽，然而當球隊間的戰績相互緊咬時，就有必要讓這些球隊針對他們的決勝加賽指定作出選擇。

### 爭搶兩個外卡名額時有三隊戰績打平的情形
球隊必須在A、B、C三個位置做出選擇，其中A隊在主場迎戰B隊，勝者贏得第一個名額；C隊則在第二戰主場迎戰前一戰的敗隊，勝者贏得第二個名額。
2013年，印地安人隊、光芒隊、遊騎兵隊三隊有可能出現戰績打平需爭搶兩個外卡名額。印地安人隊第一個做選擇，挑走A隊位置；第二個選擇的光芒隊指定B隊位置；而剩下的遊騎兵隊則被指定為C隊。
2016年，藍鳥隊、金鶯隊、老虎隊三隊有可能出現戰績打平需爭搶兩個外卡名額。藍鳥隊第一個做選擇，挑走A隊位置；第二個選擇的金鶯隊指定C隊位置；而剩下的老虎隊則被指定為B隊。

## 註腳
1. ↑  如分區第一、外卡（英语：Major League Baseball wild card）資格或是1969年引入分區制度前的聯盟龍頭（英语：Pennant (sports)）
2. ↑  baseball's worst scheduling nightmare
3. ↑  其中兩次是還在布魯克林的時期，另外四次則是遷移到現今主場的洛杉磯時期

### 通用
- . Retrosheet, Inc.   [2010-05-06]. （原始内容存档于2020-11-07）.
- . ESPN.com. Associated Press. 2008-09-30  [2010-05-03]. （原始内容存档于2016-01-26）.
- . Baseball-Reference.com.   [2010-05-08]. （原始内容存档于2010-01-09）.

### 特定
1. 1 2  Lacques, Gabe. . USA Today.   [2018-09-30]. （原始内容存档于2020-12-22）.
2. ↑  . ESPN.com. 2007-10-02  [2010-04-12]. （原始内容存档于2015-07-22）.
3. ↑  . MLB.com. Major League Baseball. 2009-01-15  [2010-04-05]. （原始内容存档于2009-01-21）.
4. ↑  . Baseball-Reference.com.   [2010-05-08].
5. ↑  Stark, Jayson. . ESPN.com. 2007-09-28  [2010-05-08]. （原始内容存档于2015-09-05）.
6. ↑  Stark, Jayson. . ESPN.com. 2012-09-25  [2012-09-25]. （原始内容存档于2013-11-15）.
7. ↑  . Baseball-Reference.com.   [2010-05-08]. （原始内容存档于2015-10-05）.
8. ↑  . Baseball-Reference.com.   [2010-05-08]. （原始内容存档于2021-04-22）.
9. 1 2  . Baseball-Reference.com.   [2010-05-08]. （原始内容存档于2021-01-23）.
10. 1 2 3  . Baseball-Reference.com.   [2010-05-08]. （原始内容存档于2020-12-31）.
11. 1 2 3  . Baseball-Reference.com.   [2010-05-08]. （原始内容存档于2020-11-30）.
12. ↑  . ESPN.com. Associated Press. 2008-09-30  [2020-04-11]. （原始内容存档于2020-11-27）.
13. 1 2  . Retrosheet, Inc.   [2010-05-06]. （原始内容存档于2010-05-13）.
14. ↑  MacCambridge, Michael (编).  [1951 National League Playoff]. New York: Hyperion ESPN Books. 1999: 171.
15. 1 2  . Baseball-Reference.com.   [2010-05-02]. （原始内容存档于2020-10-01）.
16. ↑  . Retrosheet, Inc.   [2010-05-06]. （原始内容存档于2010-05-14）.
17. ↑  . Retrosheet, Inc.   [2010-05-06]. （原始内容存档于2017-06-10）.
18. ↑  . Retrosheet, Inc.   [2010-05-06]. （原始内容存档于2011-02-15）.
19. ↑  . Retrosheet, Inc.   [2010-05-06]. （原始内容存档于2017-06-10）.
20. ↑  . Retrosheet, Inc.   [2010-05-06]. （原始内容存档于2009-10-09）.
21. ↑  . Baseball-Reference.com.   [2010-05-08]. （原始内容存档于2020-11-16）.
22. ↑  . Baseball-Reference.com.   [2010-05-08]. （原始内容存档于2020-11-16）.
23. ↑  . Baseball-Reference.com.   [2010-05-08]. （原始内容存档于2021-01-15）.
24. ↑  . Baseball-Reference.com.   [2010-05-08]. （原始内容存档于2010-09-01）.
25. ↑  . Baseball-Reference.com.   [2010-05-08]. （原始内容存档于2009-04-12）.
26. ↑  . Baseball-Reference.com.   [2010-05-08]. （原始内容存档于2010-08-04）.
27. ↑  . Baseball-Reference.com.   [2010-05-08]. （原始内容存档于2020-12-25）.
28. ↑  . Baseball-Reference.com.   [2010-05-08]. （原始内容存档于2020-08-19）.
29. ↑  . Baseball-Reference.com.   [2010-05-06]. （原始内容存档于2021-02-25）.
30. ↑  . MLB.com. Major League Baseball. 2009-10-06  [2010-05-08]. （原始内容存档于2010-02-17）.
31. ↑  . Major League Baseball.   [2013-09-30]. （原始内容存档于2016-03-03）.
32. ↑  . ESPN. Associated Press. 2018-10-01  [2018-10-01]. （原始内容存档于2020-11-12）.
33. ↑  . ESPN. Associated Press. 2018-10-01  [2018-10-01]. （原始内容存档于2018-10-09）.
34. ↑  . mlb.com. 2014-09-02  [2019-09-26]. （原始内容存档于2017-10-22）.
35. ↑  Axisa, Mike. . CBS Sports. 2013-09-27  [2019-09-26]. （原始内容存档于2019-09-27）.
36. ↑  Nightengale, Bob. . USA Today. 2016-10-01  [2019-09-26]. （原始内容存档于2020-11-08）.